# Nor Amanos
Nor Amanos là một đô thị thuộc tỉnh Aragatsotn, Armenia. Dân số ước tính năm 2011 là 835 người.